# Christian Darnton
Philip Christian Darnton (ur. 30 października 1905 w Leeds, zm. 14 kwietnia 1981 w Hove) – brytyjski kompozytor i pianista.

## Życiorys
W wieku 4 lat rozpoczął lekcje gry na fortepianie, mając 9 lat pisał pierwsze własne kompozycje. Uczył się w Brighton u Fredericka Cordera oraz w Londynie u Harolda Craxtona w Matthay School i u Benjamina Dale’a w Królewskiej Akademii Muzycznej. W latach 1923–1926 studiował w Gonville and Caius College u Charlesa Wooda i Cyrila Roothama, następnie w 1927 roku w Królewskiej Akademii Muzycznej w Londynie u Gordona Jacoba. W latach 1928–1929 student Maxa Buttinga w Berlinie.
Poza komponowaniem zajmował się również działalnością literacką, publikując książki o muzyce, teksty filozoficzne i poezję. Wydał m.in. pracę You and Music (Harmondsworth 1939, 2. wydanie 1946).

## Twórczość
Skomponował m.in. uwerturę Stalingrad (1943), Sinfoniettę na orkiestrę kameralną, Koncert na altówkę i smyczki, Suite concertante na skrzypce i orkiestrę kameralną (1938), Five Orchestral Pieces (1939), 3 symfonie, Concertino na fortepian i smyczki, Koncert na orkiestrę (1973), Kwartet smyczkowy, Koncert na harfę i 7 instrumentów dętych, kantatę Jet Pilot na baryton, chór i orkiestrę smyczkową (1950).